# Jumătate de rege
Jumătate de rege (2014) (titlu original Half a King) este un roman fantasy scris de Joe Abercrombie. Este prima carte din ciclul Marea Sfărâmată, care se adresează publicului tânăr. În 2015, a primit premiul Locus pentru cel mai bun roman Young Adult.

## Intriga
Regele Gettlandului și prințul moștenitor sunt uciși într-o ambuscadă de către oamenii lui Grom-gil-Gorm, regele Vansterlandului. Jilțul Negru ajunge astfel în posesia lui Yarvi, al doilea fiu al lui Uthrik și Laithlin, un infirm care-și poate folosi doar o mână și se pregătea să devină preot. Tânărul pornește într-un atac de pedepsire a regelui vecin, dar este trădat de propriul unchi, Odem, care-i uzurpă tronul. Spre norocul său, Yarvi cade în apă și scapă cu viață, dar este capturat de oamenii lui Gorm-gil-Grom și vândut ca sclav pe Vântul din Sud, unde ajunge la galere.
Cunoștințele dobândite în perioada uceniciei ca preot îi permit să ajute corabia și echipajul ei să se îmbogățească. Ajuns în poziția de magazioner, are grijă ca sclavii să fie mai bine îngrijiți decât înainte, ceea ce-i atrage simpatia acestora. Când are loc o revoltă care duce la scufundarea Vântului din Sud, el este salvat de cei cu care se împrietenise. Împreună, ei pornesc peste uscatul neprimitor, spre Vansterland. Călătoria este dificilă atât din cauza lipsei resurselor, cât și a faptului că sunt urmăriți de căpitanul galerei scufundate, care caută răzbunarea. Când nu credeau că mai au șanse să scape, primesc un ajutor nesperat și reușesc chiar să-i ucidă pe urmăritori.
Din nefericire pentru ei, sunt capturați de oamenii lui Gorm-gil-Gorm. Yarvi îi propune regelui Vansterlandului o alianță - dacă îl va ajuta revină pe tronul Gettlandului, îi va deveni vasal. În timp ce Gorm-gil-Grom invadează Gettlandul, Yarvi se strecoară în castel și, cu ajutorul mamei sale, pune la punct un plan de răsturnare a uzurpatorului Odem. Lucrurile iau o turnură neașteptată când se dovedește că unul dintre însoțitorii lui Yarvi este Uthil - adevăratul moștenitor al tronului, pe care tatăl lui Uthrik și Odem încercaseră să-l ucidă, pentru a-l îndepărta de pe Jilțul Negru.
Yarvi renunță la pretenția la tron, jurându-i credință noului rege și revine la meseria de preot. Tot atunci, descâlcește ițele morții suspecte a tatălui și fratelui său, aflând că ea nu se datorează lui Gorm-gil-Grom, ci celei care-l inițiase în tainele preoției, Mama Gundring.

### Cuprins
| - I. Jilțul negru - Binele suprem - Datorie - O cale de-a câștiga - Între zei și oameni - Porumbei - Promisiuni - Treabă de bărbat - Inamicul - II. Vântul din Sud - Ofertele cele mai ieftine - O familie - Trageți - Uneltele preotului - Prostul lovește | - - Sălbatici - Secrete mici și murdare - Inamici și aliați - Un prieten - Moartea așteaptă - III. Drumul cel lung - Jonglând cu împrejurarea - Libertate - Oamenii mai buni - Bunătate - Adevărul - Fugind - În josul râului - Doar un diavol - Ultima redută | - - Incinerând morții - Rămurelele plutitoare - IV. Regele de drept - Corbi - Casa dușmanului tău - Interese mari - În întuneric - Lupta unui prieten - Învoiala Mamei Război - Ultima poartă - Un scaun singuratic - Vina - Unii sunt salvați - Răul cel mai mic |

## Personaje
- Ankran - sclav-magazioner pe Vântul din Sud, care fură din avuția căpitanului pentru a-și putea plăti datoria către un negustor de sclavi ce-i ține ostatici pe soția și copilul său
- Gorm-gil-Grom - regele Vansterlandului, dușman al Gettlandului
- Hurik - omul credincios al reginei Laithlin
- Isriun - fiica lui Odem
- Jaud - sclav la galere de pe Vântul din Sud, brutar cu origini sudice
- Laithlin - Regina de Aur a Gettlandului, mama lui Yarvi
- Mama Gundring - preoteasa Gettlandului, cea care-l pregătește pe Yarvi pentru a deveni preot
- Mama Scaer - preoteasa Vansterlandului
- Nimic, alias Uthil - sclav de pe Vântul din Sud, originar din Gettland, pedepsit aspru pentru că a încercat să evadeze
- Odem - unchiul lui Yarvi, cel care îi uzurpă tronul
- Rulf - sclav la galere de pe Vântul din Sud, originar din Vansterland
- Shadikshirram - căpitanul Vântului din Sud, o femeie aprigă, răzbunătoare, care preferă să-și petreacă majoritatea timpului în beții
- Sumael - navigatoare-sclav de pe Vântul din Sud
- Trigg - om liber de pe Vântul din Sud care se ocupă de sclavii care trag la galere
- Yarvi - fiul cel mic al regelui Uthrik și al reginei Laithlin, infirm din naștere; vrea să devină preot, dar moartea tatălui și fratelui său mai mare îl propulsează în poziția de pretendent la tronul Gettlandului

## Opinii critice
George R. R. Martin spune că romanul este „o poveste despre trădare și răzbunare care m-a prins de la prima pagină și nu mi-a mai dat drumul”. Fantasy Book Review consideră că „nu este doar o poveste pentru adolescenți, ci una pentru toți cei cărora le place genul fantasy”. În aceeași notă, Strange Horizons consideră complexitatea politică responsabilă pentru transformarea cărții Jumătate de rege „dintr-o aventură decentă despre maturizare într-o lectură foarte plăcută. Este un roman care nu șochează prin ceva nou, dar [...] ceea ce face, face foarte bine și plin de viață”.
Mult mai temperat, The Guardian este de părere că „deși cartea are punctele ei forte, intriga este, de fapt, doar o înșiruire de dezastre și catastrofe. Cu o narațiune mai concentrată, o structură și un ritm mai dinamice, cartea ar fi putut deveni strălucitoare”.

## Premii
Romanul a fost recompensat în anul 2015 cu premiul Locus pentru cel mai bun roman Young Adult.